# Franz Steininger (Politiker)
Franz Steininger (* 7. April 1922 in Großraming; † 12. März 1991 in Freistadt) war ein österreichischer Politiker (SPÖ). Er war von 1962 bis 1979 Abgeordneter zum österreichischen Nationalrat.
Steininger besuchte nach der Volksschule ein Gymnasium und diente zwischen 1940 und 1945 in der Wehrmacht. Nach seiner Rückkehr wurde er 1946 Beamter beim Arbeitsamt Freistadt. Er engagierte sich ab 1949 als Ortsobmann der SPÖ-Freistadt und übernahm 1956 die Funktion des SPÖ-Bezirksparteivorsitzenden des Bezirks Freistadt. Zudem war er ab 1956 Vizebürgermeister und mit den Agenden des Wohnungsreferates betraut. Des Weiteren war er Obmann des Sozialausschusses im Freistädter Gemeinderat. Steiniger wirkte zudem von 1956 bis 1970 als Bezirksobmann des ÖGB Freistadt. Er vertrat die SPÖ vom 14. Dezember 1962 bis zum 4. Juni 1979 im Nationalrat.

## Auszeichnungen
- Großes Silbernes Ehrenzeichen der Republik Österreich
- Ehrenbürger der Stadt Freistadt